# Маркова, Наталья
Наталья Ма́ркова (род. 11 января 1989, Москва) — российский рестлер, в настоящее время выступающая в National Wrestling Alliance (NWA) и независимых промоушнах.
Маркова начала карьеру в 2007 году в российской «Независимой федерации реслинга» (НФР), где выступала до 2017 года. Она также гастролировала в Японии, где работала в DDT Pro-Wrestling и Wrestling New Classic с 2011 по 2013 год. Она возобновила карьеру в 2016 году после двухлетнего перерыва. В 2017 году дебютировала в Северной Америке.

## Карьера в рестлинге

### Независимая федерация реслинга (2007—2017)
Маркова закончила школу рестлинга «Независимой федерации реслинга» (НФР) в 2006 году и дебютировала 13 января 2007 года на шоу «Опасная зона» № 23 под именем Бонни в матче против Лилит, который закончился дисквалификацией после вмешательства Готики, которая атаковала Лилит. 24 июня на шоу «Опасная зона» № 28 в Лужниках победила Лилит, удержав её после «Самоанского броска» и в первый раз стала чемпионкой НФР. 30 сентября выиграла «Королевскую битву» среди девушек и стала двукратной чемпионкой НФР. Во время карьеры в НФР Маркова гастролировала в Японии, где работала в DDT Pro-Wrestling и Wrestling New Classic с 2011 по 2013 год.

### WWE (2017)
13 октября стало известно, что Маркова провела пробы в WWE Performance Center, однако контракт подписан не был.

### SHINE Wrestling (2017—2021)
Маркова дебютировала в SHINE Wrestling 14 июля 2017 года на SHINE 43, где она участвовала в матче против Марии Марии, Бренди Лорен, Дейзи и Деменции Д’Роуз. Она вернулась на SHINE 44, где провела матч против Шотци Блэкхарт и Деменции Д’Роуз. 29 июня 2019 года на SHINE 59 она выиграла свой первый чемпионский титул, победив Эйвери Тейлор, и стала женской чемпионкой ACW промоушна American Combat Wrestling. На SHINE 60 Маркова боролась за свой первый титул в SHINE, безуспешно бросив вызов Шотци Блэкхарт в матче за титул нова-чемпиона SHINE. На SHINE 64 она выиграла титул нова-чемпиона SHINE, победив в турнире, в котором участвовали Дженна, Эйвери Тейлор, Дабл Ди Роуз и Линдси Сноу.
Маркова дважды успешно удерживала титул нова-чемпиона во время живого шоу SHINE 18 января 2020 года, а также на SHINE 65 против претенденток Дженны и Брэнди Лорен.
19 сентября 2021 года на SHINE 68 Маркова проиграла титул нова-чемпиона в уличной драке против ВОАД. 14 ноября Маркова выиграла титул чемпионки SHINE на WWN Supershow: Battle Of The Belts у Ивелисс. 12 декабря на SHINE 70 Ивелисс выиграла титул чемпион Shine у Марковой в матче-реванше.

### Evolve (2019—2020)
Маркова дебютировала в Evolve 11 мая 2019 года на EVOLVE 128, проиграв Шотци Блэкхарт. Свой первый одиночный матч она выиграла 6 декабря на EVOLVE 141, победив Камрон Бра’Нае.
Последний матч Марковой состоялся 1 марта 2020 года на EVOLVE 146, в котором она в команде с Эйвери Тейлор победила Брэнди Лорен и Джесси Камеа.

### All Elite Wrestling (2021)
Дебют Марковой в All Elite Wrestling состоялся 17 мая на эпизоде AEW Dark: Elevation в матче против Лейлы Хирш, который Маркова проиграла. В следующем месяце Маркова провела свой второй матч в рамках эпизода AEW Dark от 8 июня, проиграв Тай Конти. Свой третий и последний матч она провела 6 июля в эпизоде AEW Dark, проиграв Абадон.

### National Wrestling Alliance (2021—н.в.)
После участия в двух матчах во время записей NWA USA 3 декабря 2021 года, Маркова официально дебютировала в National Wrestling Alliance (NWA). Маркова появилась в пре-шоу NWA Hard Times 2 в команде с Миссой Кейт в матче против Дженнасид и Паолы Блейз, Кайли Рэй и Тути Линн и защищающихся командных чемпионов мира NWA среди женщин Эллисин Кэй и Марти Белль.
17 мая 2022 года шоу NWA Powerrr Маркова (с Тэрин Террелл) проиграла Микки Джеймс. 11 июня на шоу Alwayz Ready Маркова победила Таю Валькирию. 12 ноября на шоу NWA Hard Times In New Orleans Маркова проиграла Макс Импалер в матче с гробом.

## Личная жизнь
Наталья Маркова была замужем за коллегой-рестлером Иваном Марковым.
Летом 2022 года Маркова попала в репортажи американских СМИ. Вместе с рестлером Брайаном Айдолом они смогли обнаружить и  задержать человека, укравшего у неё сумку в самолёте. Обнаружить преступника они смогли с помощью геолокационной функции поиска наушников AirPods, находившихся в её сумке. 

## Титулы и достижения
- Независимая федерация реслинга
  - Чемпион НФР среди женщин (6 раз)
- American Combat Wrestling
  - Чемпион ACW среди женщин (1 раз)[8]

- SHINE Wrestling
  - Чемпион SHINE (1 раз)
  - Нова-чемпион Нова (1 раз)[10]
- CLASH
  - Чемпион CLASH среди женщин (1 раз)
- House of Glory
  - Чемпион HOG среди женщин (1 раз)